# Prostitution
Prostitution er salg af seksuelle ydelser.
Prostitution, der er kendt som verdens ældste erhverv, kaldes også intimmassage. Nogle mener, at prostitution er lig med at sælge sig selv eller at leve af utugt, mens andre ser prostitution som et erhverv også kaldet sexarbejde.
Oftest er den prostituerede en kvinde, mens kunden er en heteroseksuel mand. Den prostituerede kaldes i daglig tale for en luder, et udtryk, der dog ofte anvendes nedsættende. Der er stor forskel på, hvilken betegnelse de prostituerede selv foretrækker. De mest almindelige er 'sexarbejder', 'escort', 'massøse' og 'gudinde'.[kilde mangler] Ordet 'escort' bruges som oftest om en prostitueret, der tager hjem til en kunde, mens 'massøse' og 'gudinde' er kvinder, der arbejder på bordel (eller 'massageklinik').
Der findes også mange mandlige prostituerede, der betjener mandlige og kvindelige kunder. En særlig gruppe er unge, mandlige prostituerede, såkaldte trækkerdrenge, der sælger sex til homoseksuelle og biseksuelle mænd. En mandlig prostitueret, der betjener kvindelige kunder, kaldes en gigolo. Mange kvindelige prostituerede tager også mod kvindelige kunder og par. Endeligt er der et vist antal transkønnede, ofte udlændinge, der sælger seksuelle ydelser.

## Etymologi og terminologi
Prostitueret kommer fra det latinske prostituta. En forklaring lyder, at prostituta er sammensat af pro og statuere (at få til at stå, at gøre erigeret). The Online Etymology Dictionary skriver, at "Ideen om 'sex til salg' ligger ikke direkte i etymologien, der snarere indikerer én 'udsat for lyst' eller sex 'tilbudt i flæng'."
Ordet prostitueret er nedarvet gennem forskellige sprog frem til i det moderne vestlige samfund. De fleste sexarbejderaktivister modsætter sig brugen af ordet prostitueret. Siden slutningen af 1970'erne har de i stedet anvendt udtrykket sexarbejder. En sexarbejdet kan dog også henvise til enhver, der arbejder inden for sexindustrien, eller hvis arbejde er af en seksuel natur, og begrænses således ikke kun til prostituerede.
Blandt andre navne, der bruges til at omtale prostituerede, rummer nogle en værdivurdering. Blandt udbredte synonymer er eskort, hore og tøjte; det bør dog her bemærkes, at ikke alle professionelle eskorter er prostituerede.
Det ældste danske ord for en kvinder der bedriver prostitution er hore (såvel som det engelske whore) og stammer fra det angelsaksiske ord hōra, fra det urgermanske *hōrōn (prostitueret), som igen trækker på den urindoeuropæiske rod *keh₂-, der betyder "begær", en rod, der også har givet det latinske cārus (kær), og derigennem det franske cher (kær, dyr) og det latinske cāritās (kærlighed, velgørenhed). Brug af ordet hore betragtes generelt som et pejorativ, især i sin moderne slangform ho. I Tyskland benytter de fleste prostitutionsorganisationer sig omvendt bevidst af ordet Hure (hore), da de opfatter prostitueret som et bureaukratisk begreb.

## Prostitutionens udøvelse
Prostituerede finder og betjener deres kunder på flere måder og steder. Der er en "rangorden" blandt prostituerede afhængigt af, hvor de prostituerer sig, og hvad de tjener.
Nederst i hierarkiet er gadeprostituerede, som finder deres kunder blandt forbipasserende. Det kaldes at trække på gaden eller at stå på en flise. I mange byer findes særlige gader med prostitution. Der findes de narkoprostituerede. Kunderne betjenes normalt på værelser i nærliggende hoteller eller i kundernes biler.
En del prostitution udøves i sexklubber i forbindelse med optræden af erotisk art som peepshow, nøgendans, liveshow og striptease.[kilde mangler]
En mere organiseret form finder sted på bordeller eller massageklinikker, hvor erhvervet udøves under mere betryggende forhold. Kunderne findes ofte ved annoncering i dagblade og kan være "faste kunder". Hvis flere prostituerede dyrker gruppesex med deres kunder, kaldes det et sexparty.
En Call-girl er en prostitueret, som kontaktes pr. telefon, og som tager ud til kunden. Flere prostituerede kan organisere sig som en call-girl-central.
Øverst i hierarkiet er de luksusprostituerede. De driver deres erhverv, hvor de seksuelle ydelser, der tilbydes, varierer. Det kan ske i form af "escort-service", hvor kunden får en kvindelig ledsager til en restaurant, en rejse eller en sammenkomst, og hvor den seksuelle ydelse ikke altid er obligatorisk.

## Prostitution og kriminalitet
I Danmark er det lovligt at være prostitueret. Det har det i praksis været længe, men formelt set først fra ændringen af straffeloven i 1999, der gjorde det lovligt at have prostitution som hovedindtægtskilde. Prostitution er dog ikke et lovligt erhverv. Den prostituerede er således ikke omfattet af arbejdsmarkedets love vedrørende eksempelvis arbejdsløshedsunderstøttelse.
Det er lovligt at være kunde hos en prostitueret, der er mindst 18 år. I Danmark er den seksuelle lavalder ellers 15 år. De nærmere bestemmelser findes i straffeloven.
Myndighederne er særligt opmærksomme på den kriminalitet, der knyttes til dele af erhvervet. Det danske politi har en særlig afdeling, sædelighedspolitiet, der især tager sig af opklaring og forebyggelse af en del af de nedennævnte forbrydelser på dette område:
- Alfonseri eller rufferi, hvor en person tjener penge på andres prostitution. I nogle tilfælde tvinges den prostituerede til at aflevere de indtjente penge til alfonsen. Rufferi kan også gå ud på, at der forlanges overpris for udlejning af værelser til prostitution. Den nuværende danske rufferilov giver også rum til straf af enhver, der udlejer lokaler til prostitution, hvad der kan gøre det svært for prostituerede at oprette bordeller, hvor de fast kan udøve deres erhverv.
- Ulovlig indvandring, hvor udenlandske prostituerede smugles ind af alfonser og bagmænd, som tjener på deres arbejde.
- Menneskehandel, hvor (fortrinsvis) kvinder tvinges ud i prostitution.
- Skatteunddragelse, fordi de indtjente penge ikke opgives til skattemyndighederne.
- Narkokriminalitet, fordi en stor del af dets udøvere er misbrugere.
- Pengeafpresning med trusler om skandalisering af kunder.

Hertil kommer forbrydelser, den prostituerede kan være udsat for, som:
- Overgreb, vold og tvang fra en alfons.
- Overgreb fra tilfældige forbipasserende, fra politiets side eller kriminelle bander, ofte relateret til det stigma, som klæber til prostitution. Når et overgreb skyldes stigma og "luderhad", kaldes det også for en hate crime eller hadforbrydelse.
- Overgreb begået af den prostitueredes kunde. Disse forekommer oftest i gadeprostitution, hvor den prostituerede har sværere ved hurtigt at tilkalde hjælp end i et bordel, og hvor de fleste stofafhængige og illegale indvandrere arbejder.

Nogle undersøgelser har vist en høj forekomst af posttraumatisk belastningsreaktion (PTSD) hos nuværende og tidligere prostituerede. Ofte ses desuden en høj forekomst af stofmisbrug og vold både i barndommen og voksenlivet. I en enkelt undersøgelse var hele 84 % af de adspurgte hjemløse eller havde været det tidligere. Der foreligger ikke lignende undersøgelser af det danske prostitutionsmiljø.
Modstandere af prostitution, henviser til de nævnte forskningsresultater, når de argumenterer for et forbud (enten for de prostituerede eller for kunderne). Blandt tilhængere af prostitution peges der på, at den videnskabelige kvalitet af undersøgelserne ikke er høj. Det er tydeligt ud fra debatterne, at der er tale om et yderst følelsesladet emne.
Viden- og Formidlingscenter for socialt Udsatte – det nuværende Servicestyrelsen – konkluderer i en rapport  fra 2004, at PTSD er en for rummelig diagnose til, at den er hensigtsmæssig at anvende i forhold til eventuelle skadevirkninger ved sexarbejde. Dette begrundes blandt andet med, at sexarbejde ikke nødvendigvis medfører traumatiske hændelser, men derimod indebærer særlige belastninger, der over længere tid kan medføre skadevirkninger.
Flere studier viser stor forskel på risiko for udsathed for vold, trusler og voldtægt samt depression, alkoholisme og stofbrug blandt prostituterede afhængigt af deres arbejdsmiljø. Gadeprostituerede, der udgør et lille mindretal, er langt oftere udsat for vold og overgreb, mens det store flertal af prostituerede, der arbejder på klinik, som escort eller i sexklubber, meget sjældent udsættes for disse risici, og langt sjældnere har skadesvirkninger efter prostitution.
I en del lande er prostitution et ulovligt erhverv, ligesom det kan være strafbart at være kunde hos en prostitueret. I Sverige, Norge  og Island 

 er det lovligt at være prostitueret, men ulovligt at være kunde hos en prostitueret. I andre lande er man gået en anden vej og har forsøgt at bringe erhvervet under kontrol ved at tillade det udøvet i officielle bordeller: Her er de prostituerede registreret og undergivet tilsyn og lægekontrol. Det gælder eksempelvis i Nevada, Holland og Tyskland. I lande, hvor prostitution er lovligt uden at være reguleret, som det er tilfældet i Danmark, forsøger de sociale myndigheder og private organisationer at afhjælpe de skadelige virkninger af erhvervet. Der tilbydes læge-, og psykologhjælp. De prostituerede kan også få hjælp til at forlade erhvervet gennem tilbud om behandling for misbrug, forbedring af de sociale forhold og rådgivning om uddannelse.
En del udviklingslande har problemer med børneprostitution, hvor børn sælges til pædofile turister. Det kan foregå uden forældrenes vidende, men det forekommer også, at fattige forældre i desperation lader deres børn sælge sex for penge.

## Skandaler og prostitution
- Profumo-skandalen.

## Prostitutionens historie
I middelalderen var prostitution især udbredt i de større byer. I England blev veje, hvor der foregik prostitution, ofte døbt Gropecunt Lane. I begyndelsen af 1900-tallet var gardehusarernes lave løn en medvirkende årsag til en omfattende prostitution.

## Berømte prostituerede og kurtisaner
- Støvlet-Cathrine var den sindssyge kong Christian 7.'s sviresøster 1767-68.
- Madame du Barry var en fransk kurtisane, der blev Louis XV's elskerinde; er på film blevet spillet af bl.a. Dolores del Rio (1934), Lucille Ball (1943) og Asia Argento (2006).
- Nora Ebbesen.
- Xaviera Hollander var en hollandsk skøge, der skrev en berømt selvbiografi; spilles af Lynn Redgrave i filmen The Happy Hooker, 1975).
- Calamity Jane, alias Martha Jane Cannary-Burke, amerikansk wild west-pioner, der til tider tjente en håndøre som skøge; er på film blevet spillet af bl.a. Doris Day (i Vestens vildkat, 1953).
- Fannie Porter gjorde karriere i USA som skøge og bordelmutter sidst i 1800-tallet.
- Marie Duplessis, fransk kurtisane, der blandt andet var Franz Liszt og Alexandre Dumas den yngres elskerinde. Hun var inspirationskilden til Dumas' bog "Kameliadamen".

## Syn på prostitution
Der er for få eller ingen kildehenvisninger i denne artikel, hvilket er et problem. Du kan hjælpe ved at angive troværdige kilder til de påstande, som fremføres i artiklen.

Prostitution har i de seneste år været meget debatteret i Danmark og mange andre lande. Der er meget forskellige holdninger til faget både i befolkningen, blandt eksperter og kvindeorganisationer.
Dansk Kvindesamfund startede for eksempel 8. marts 2008 (international kvindedag) webkampagnen forbyd sexkøb nu, med en underskiftsindsamling, hvor både mænd og kvinder kunne skrive under. Underskrifterne blev afleveret til justitsministeren den 18. oktober 2008.
Blandt modstanderne af prostitution kan man finde den holdning, at prostitution er skadeligt for den prostituerede, der ikke har muligheden for at sige fra, fordi hun/han har brug for pengene, hvilket udnyttes af kunden.
Nogle modstandere mener ligefrem, at prostitution bør være strafbart for den prostituerede, for kunden eller for begge parter. I de senere år har flere politikere talt for ensidigt at kriminalisere kunderne.
Fortalere for prostitution henviser gerne til, at det må være op til den enkelte at træffe sine egne valg.
Mange ser det i øvrigt som uretfærdigt ensidigt kun at kriminalisere den ene part.
De ser det altså ikke som diskrimination, at kvinder og mænd sælger sex, da der er tale om et frit valg, men det vil være diskrimination kun at straffe køberne for det.
Mellem de to synspunkter findes "skeptiske tilhængere" af prostitution, der mener, at et forbud mod prostitution ikke vil have de ønskede resultater. Fortalere for dette synspunkt mener, at en lovgivning, der giver prostituerede ret til pension og sygesikring, vil være en bedre løsning end at forbyde prostitution, da et forbud vil gøre de prostituerede ude af stand til at søge hjælp og yderligere marginalisere de prostituerede.
Blandt flere danske forskere findes også det synspunkt, at prostitution er relateret til social og global ulighed. Prostitution ses som en måde for udenlandske immigranter at hjælpe fattige familier i afrikanske og asiatiske lande. Forskerne påpeger, at prostitueredes migration mod Europa ikke kun kan ses som menneskehandel, men også er led i en global omfordeling, hvor migrantprostituerede sender penge hjem til børn, ægtefælles og forældre uden indkomst. Derfor opfordrede 26 forskerne i 2014 danske politikere til dels at bekæmpe den globale ulighed, der tvinger migranter til at sælge sex i Europa, dels at skabe humane vilkår for de udenlandske prostituerede, der sælger sex på gaden i Danmark. Forskerne foreslog blandt andet en mere human behandling behandling af migrantprostituerede fra politiets side, fri adgang til sundhedsklinikker, juridisk rådgivning og sikre boligforhold, samt afværgelse af et forbud imod købesex, der vurderes at gøre migrantprostituerede mere udsatte for overgreb og mere afhængige af bagmænd.

## Prostitution og feminisme
Prostitution debatteres særligt inden for feministiske kredse. Nogle feminister mener, at kvinders salg af sex til mænd er et udtryk for en underliggende patriarkalsk struktur i samfundet, der reducerer kvinden til et sexobjekt, mænd kan købe for penge. Her findes ofte den holdning, at kvinder sælger sex grundet lavt selvværd og misbrug i barndommen, og at prostitution pr. definition er vold mod kvinder. En fortaler for dette synspunkt er den tidligere prostituerede Odile Poulsen.
En anden gren af feminismen ser sexsalg som en måde, hvorpå kvinder kan tage aktiv kontrol over deres egen krop og sexliv. Her findes mange forskellige slags sexarbejdere, der positivt identificerer sig selv som 'horer'.